# Inousses
Inousses (tiếng Hy Lạp: ?) là một khu tự quản ở vùng Bắc Egeo, Hy Lạp. Khu tự quản Inousses có diện tích 17 km², dân số theo điều tra ngày 18 tháng 3 năm 2001 là 855 người.